# دارين كينغ (روائي)
دارين كينغ (بالإنجليزية: Daren King)‏ (1972، هارلو في المملكة المتحدة)؛ كاتِب ومؤلِّف وروائي بريطاني.

## الجوائز
- الجوائز الأميركية للكتاب